# Хлястик

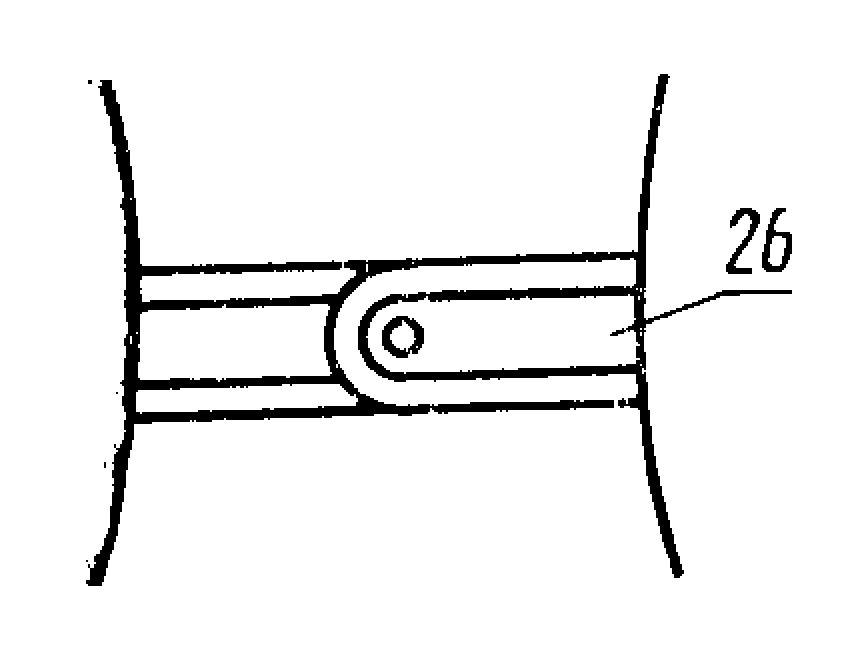
Хлястик згідно з ГОСТ 22977-89

Хля́стик — деталь одягу, вузька смужка матерії, призначена для стягування частин одягу в талії, на рукавах, біля коміра та ін. Кінці хлястика пришиваються або закріплюються ґудзиками. Іноді хлястик складається з двох смужок тканини, з'єднаних пряжкою.

## Хлястик у шинелей
Військові шинелі традиційно виконувалися зі складками, хлястик ззаду на талії служив для забезпечення приталеного силуету. Відстебнутий хлястик полегшував сидіння на коні, а також дозволяв використовувати шинель як ковдру.

Приклади використання хлястиків
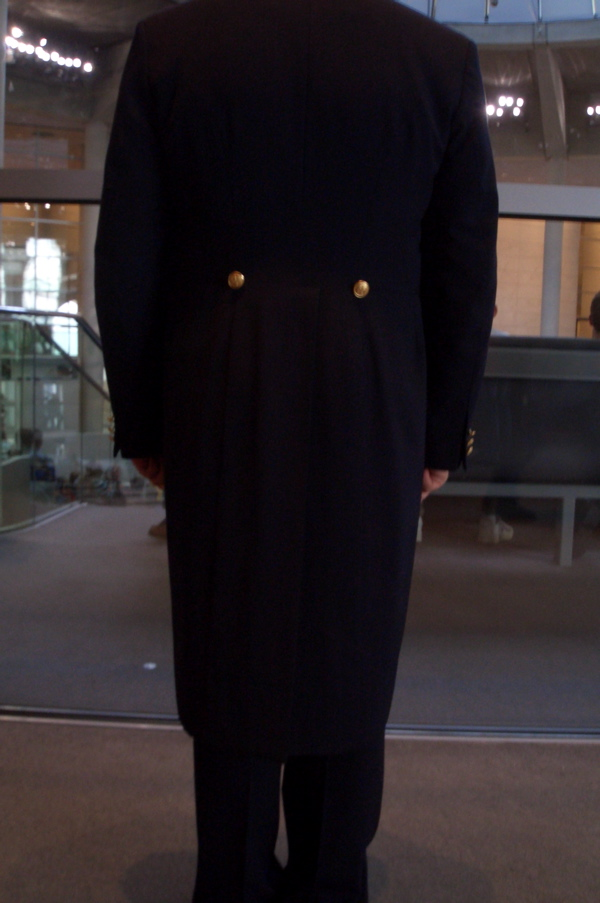
Хлястик на двох ґудзиках
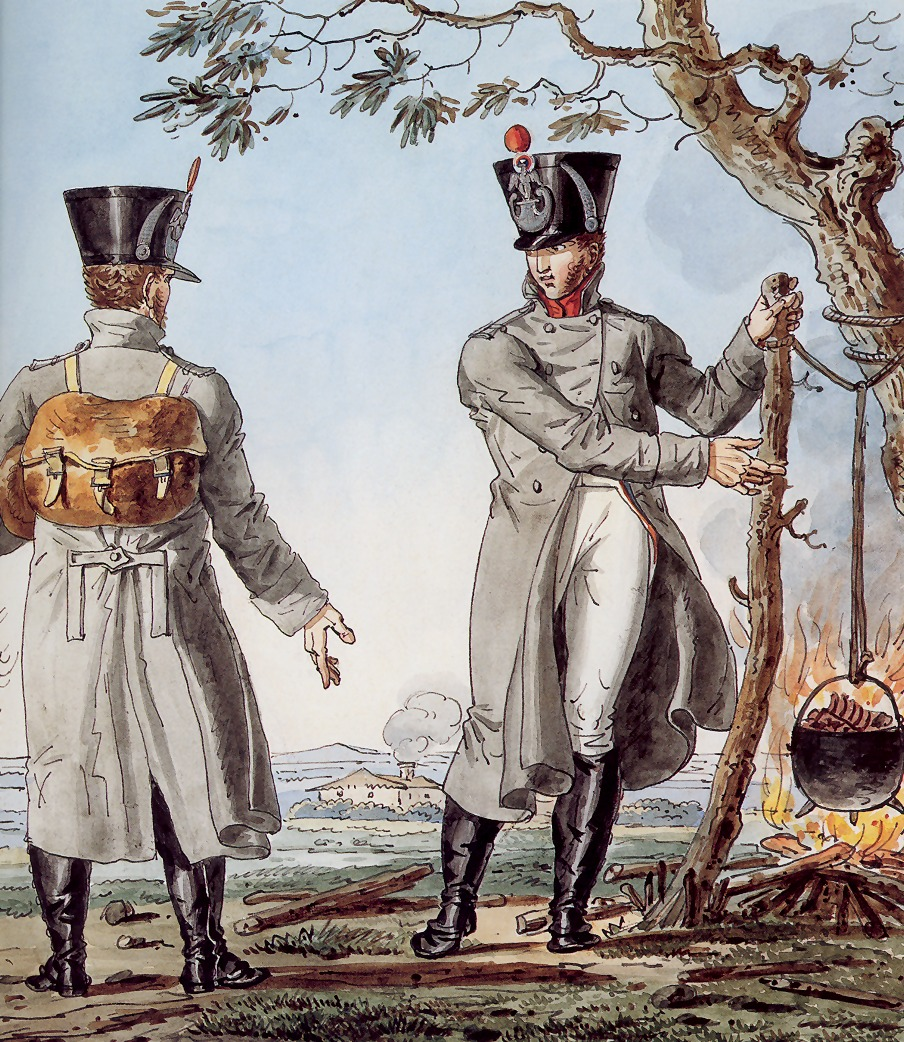
Хлястик на шинелі французького військовика (1812)
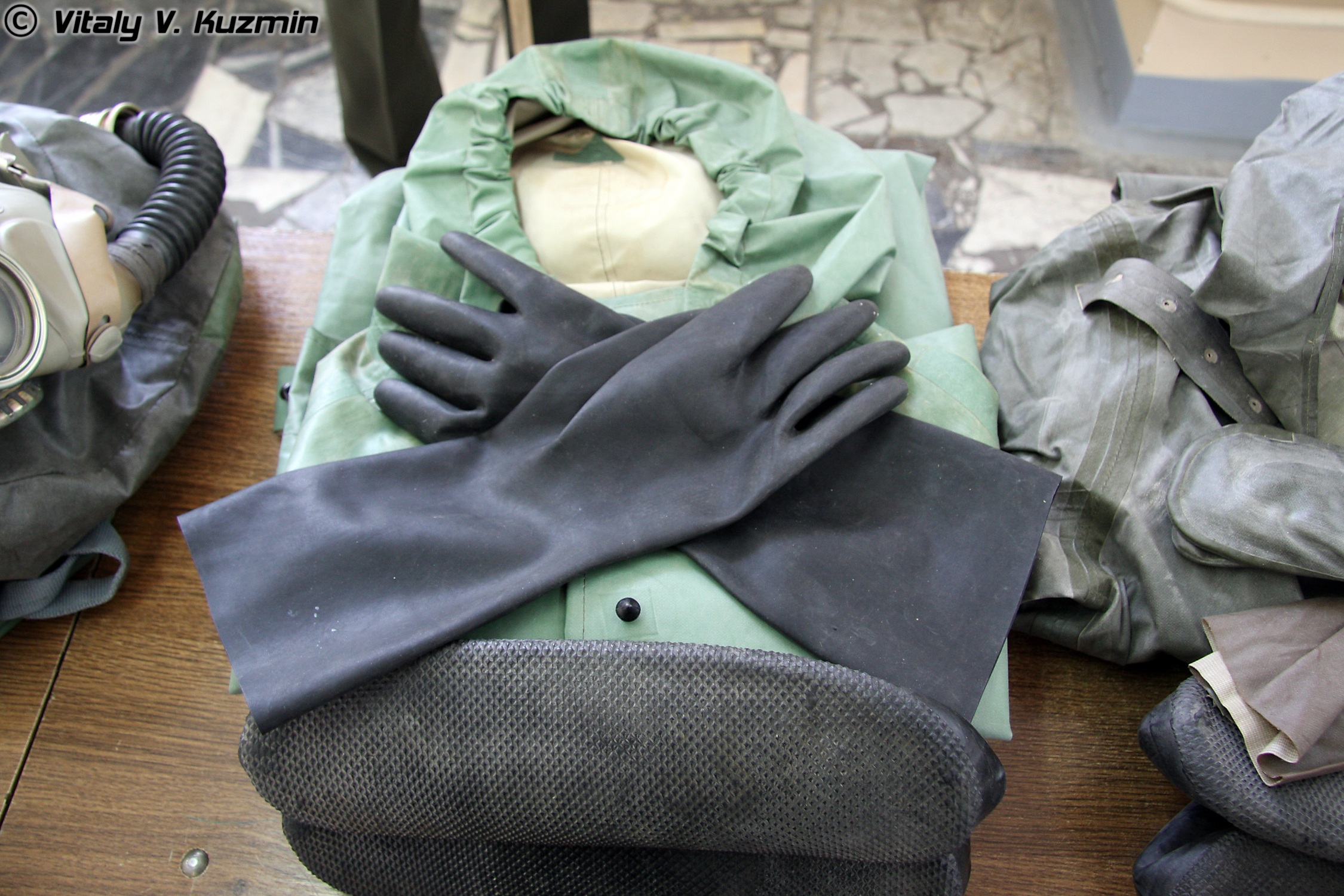
Хлястики на ЗЗК